# 宇野和男
宇野 和男（うの かずお、1957年9月6日 - ）は、東京都出身のフリーアナウンサー。
長女は女優・声優の宇野あゆみ。次女は女優の宇野なおみ。

## 人物
法政大学3年次の1979年（昭和54年）秋に友人が後楽園場外でバイトをはじめ、遊びに行ったのが初めての競馬との出会いになる。

法大卒業後の1981年（昭和56年）、南関東地方競馬の場内実況を手掛ける耳目社へ入社し、1982年に千葉テレビ「きょうの高校野球ダイジェスト」でオンエアデビュー。この間には栃木放送「宇都宮競馬中継」「ケイバニュース」に出演したほか、南関東、金沢、北関東で場内実況を担当。1985年（昭和60年）8月に中途採用でテレビせとうちへ入社し、1991年（平成3年）には同じ日経グループのラジオたんぱ（現・ラジオNIKKEI）へ移籍。主として中央競馬実況中継の実況担当アナウンサーとして活動。GIレースを多数実況し、サイレンススズカが故障した第118回天皇賞の実況も担当していた。
2003年に退社しメディア・スタッフ所属のフリーアナウンサーとなる。
佐々木竹見カップ ジョッキーズグランプリの司会を第1回から担当しているほか、ラジオたんぱ時代からハンドボールの実況を行っており、2007年に着任したラジオ日本『競馬実況中継』で後輩となった斎藤一平が後進としてハンドボール実況に取り組んでいる。また、ラジオ日本実況アナ時代にはJRAのラジオCM『夢の第11レース』で架空実況を行い2020年の無観客競馬開催中は頻繁に彼の声を耳にすることができた。

## 現在の出演番組
- 堀美智子の健康ネットワーク（ラジオNIKKEI）

## 過去の出演番組

### テレビせとうち
- パソコンJOY（1986年4月〜9月）
- せとうちNEWS探検（1986年10月〜1990年3月）
- TSCニュース

### ラジオNIKKEI（ラジオたんぱ時代も含む）
- 中央競馬実況中継
- 東京シティ競馬トゥインクルレース実況中継
- 全国競馬最前線
- 聴く日経（毎週水曜日担当　2006年7月〜2008年4月）

## 競馬GI実況履歴
- 皐月賞（2000年）
- 優駿牝馬（1996年〜1999年・2001年）
- 安田記念（1994年・2002年）
- 天皇賞（秋）（1995年〜1999年）
- ジャパンカップダート（2001年）
- ジャパンカップ（2000年）
- スプリンターズステークス（1993年）
- 中山大障害（1999年）

## フリー転向後
- さんまのナンでもダービー（テレビ朝日）
- きょうの高校野球ダイジェスト（千葉テレビ）
- WBC世界フライ級タイトルマッチ ポンサクレック・ウォンジョンカム対内藤大助（TOKYO MX）
- LIVE&REPORT 中央競馬中継（首都圏トライアングル 2011年1月〜2012年5月 総合キャスター<準レギュラー>）
- 松本清張ドラマスペシャル・死の発送（フジテレビ、2014年5月30日） 競馬アナウンス 役
- ラジオ日本 土曜・日曜競馬実況中継（RFラジオ日本、2007年5月〜2022年5月）

### 映画
- 大往生（1998年、劇団1980）